# Врхпрача
Врхпрача је историјско мјесто на подручју општине Пале у Српској.
У писаним документима, жупа (парохија) Врхпрача се први пут помиње у повељи угарског краља Беле IV од 12. јула 1244. године (comitatus Vrch pracha) гдје се указује да је у неком ранијем периоду постојала и жупа (парохија) под именом Прача.